# Leon Wachholz
Leon Jan Wachholz (ur. 20 czerwca 1867 w Krakowie, zm. 1 grudnia 1942 tamże) – polski lekarz medycyny sądowej, jeden z najwybitniejszych polskich przedstawicieli tej dziedziny w XX wieku, autor pierwszych nowoczesnych podręczników medycyny sądowej (już w pierwszym wydaniu w 1899 zamieszczono informacje dotyczące daktyloskopii i jej znaczenia w identyfikacji osób), jak również dotyczących psychopatologii sądowej i techniki sekcyjnej, które przez lata służyły studentom, lekarzom i prawnikom. 

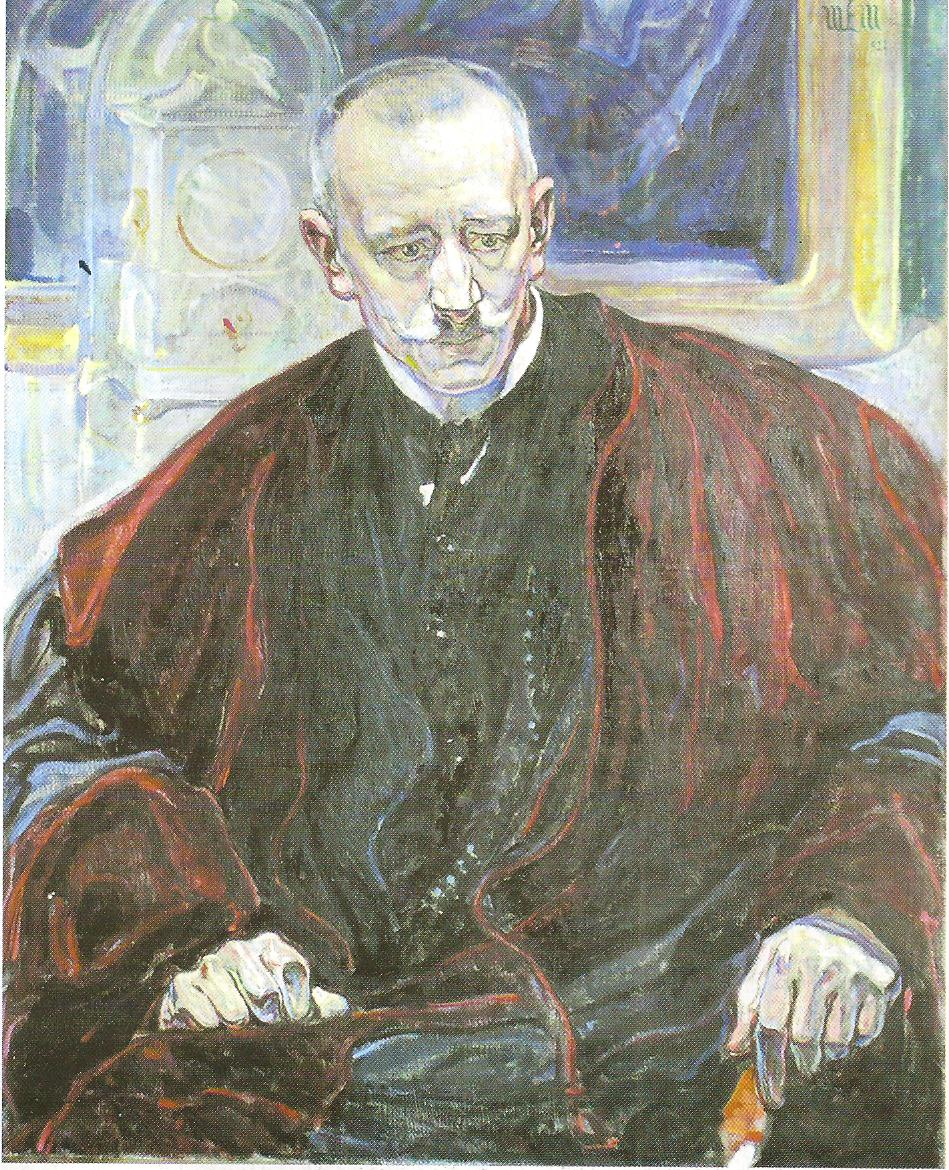
Portret Leona Wachholza autorstwa Leona Wyczółkowskiego w zbiorach Katedry i Instytutu Medycyny Sądowej Collegium Medicum UJ

## Życiorys
Był synem profesora historii powszechnej UJ Antoniego Wachholza i Joanny z Zagórskich. Ukończył w 1885 Gimnazjum św. Jacka w Krakowie i rozpoczął studia medyczne na Uniwersytecie Jagiellońskim, które ukończył, uzyskując tytuł doktora wszech nauk lekarskich w 1890. Następnie odbył studia uzupełniające na uniwersytetach w Kopenhadze, Berlinie, Paryżu i Wiedniu. Po powrocie do Krakowa habilitował się w 1894 z zakresu medycyny sądowej na Wydziale Lekarskim UJ. Przez wiele lat kierował Katedrą oraz Zakładem Medycyny Sądowej Uniwersytetu Jagiellońskiego, będąc profesorem tej uczelni. Od 1913 członek Towarzystwa Sądowo-Lekarskiego w Wiedniu. 
Pionier metod eksperymentalnych w medycynie sądowej m.in. był współtwórcą metody oznaczania hemoglobiny tlenkowo-węglowej (próba Wachholza-Sieradzkiego). Prowadził także badania doświadczalne nad oznaczeniem wieku na zwłokach (na podstawie procesu kostnienia główki kości ramiennej) i nad utonięciem (częściowo wspólnie ze Stefanem Horoszkiewiczem), które zdaniem wielu zapewniły polskiej medycynie sądowej poważne miejsce w piśmiennictwie światowym. Ze szkoły Wachholza wyszli profesorowie medycyny sądowej: Włodzimierz Sieradzki, Stefan Horoszkiewicz i Jan Olbrycht.
Od 1930 członek Polskiej Akademii Umiejętności. Członek korespondencyjny Niemieckiego Towarzystwa Medycyny Sądowej. W 1938 w Bonn został wybrany na Wiceprezesa Międzynarodowej Akademii Medycyny Sądowej. W 1933 Leon Wachholz przeszedł na emeryturę z powodu likwidacji jednej z katedr na UJ na Wydziale Lekarskim. Z tego tytułu Wydział Lekarski nadał mu tytuł profesora honorowego. Wykładał jako profesor honorowy na Wydziale Prawa UJ do 1939. Autor około 200 prac z medycyny sądowej i ogólnej oraz z historii medycyny. Był jednocześnie wielkim humanistą, tłumaczem niemieckiej poezji na język polski (Friedrich Schiller, Johann Wolfgang von Goethe).
W dniu 6 listopada 1939 aresztowany w ramach Sonderaktion Krakau razem z innymi pracownikami naukowymi przez hitlerowców w gmachu Collegium Novum Uniwersytetu Jagiellońskiego i przewieziony do obozu koncentracyjnego Sachsenhausen pobyt w obozie szczególnie źle odbił się na zdrowiu profesora, a zwłaszcza kilkugodzinny apel na 30-stopniowym mrozie, który miał miejsce 18 stycznia 1940. W czasie jego trwania profesor zemdlał i znalazł się w obozowym lazarecie. Zwolniony z obozu 8 lutego 1940 razem z grupą 100 profesorów powrócił do Krakowa. Nigdy już nie odzyskał zdrowia. Na skutek zapalenia płuc i przewlekłego odmrożenia nóg wiele miesięcy spędził w łóżku. Czując się lepiej, z powodu trudnych warunków materialnych, podjął pracę tłumacza i eksperta sądowego. Zmarł w Krakowie w 1942 z powodu ogólnego wycieńczenia organizmu. Pochowany w grobowcu rodzinnym na cmentarzu Rakowickim (kwatera IX-płd-po pr.Gostomskich). 
Od 1892 był żonaty z Józefą Sariusz-Jelita Małecką. Syn profesora Wilhelm Szczęsny (1897–1957) był profesorem prawa administracyjnego na UJ, a córka Józefa docentem filologii romańskiej też na UJ.

## Wybrane prace
- Medycyna sądowa: na podstawie ustaw obowiązujących na ziemiach polskich (1919, 1920, 1925)
- współautor S. Ciechanowski Technika sekcji zwłok (1919)
- Psychopatologia sądowa (1923)

## Ordery i odznaczenia
- Krzyż Komandorski Orderu Odrodzenia Polski (27 listopada 1929)[6]
- Złoty Krzyż Zasługi (11 listopada 1936)[7]

## Upamiętnienie
Jest patronem ulicy w Krakowie w Dzielnicy X Swoszowice (Opatkowice)